# 合江站
合江站位于中华人民共和国四川省成都市天府新区太平街道东山大道三段东侧，是成都地铁19号线二期工程东端终点站，是全线唯一一座预留车站。

## 车站概要
本站位于成都市天府新区原合江镇场镇旁，东山大道三段东侧，现状东风渠北侧，沿道路东侧地块内呈南北向设置。合江站作为预留站近期仅建设车站主体结构部分，未建设出入口，也未进行装饰施工，车站仅有轨道投入运营，用于19号线终到天府站列车折返，暂不具备开通条件，规划作为远期线路开通。

## 车站结构
本站为地下二层侧式车站。

## 内装与公共艺术
19号线装修风格按西、中、东三段分为不同风格，其中东段车站为蓝家店与合江，因此合江站装修风格将与蓝家店站类似。目前合江站未进行装饰施工。

## 出入口信息
合江站目前仅建成车站主体结构部分，未建设车站出入口。